# الکسی ژامنوف
الکسی ژامنوف (روسی: Алексей Юрьевич Жамнов؛ زادهٔ ۱ اکتبر ۱۹۷۰) بازیکن هاکی روی یخ اهل روسیه بود.
وی همچنین برندهٔ جوایزی همچون نشان دوستی شده‌است.
از باشگاه‌هایی که در آن بازی کرده‌است می‌توان به فیلادلفیا فلایرز اشاره کرد.